# 枫桥风景名胜区

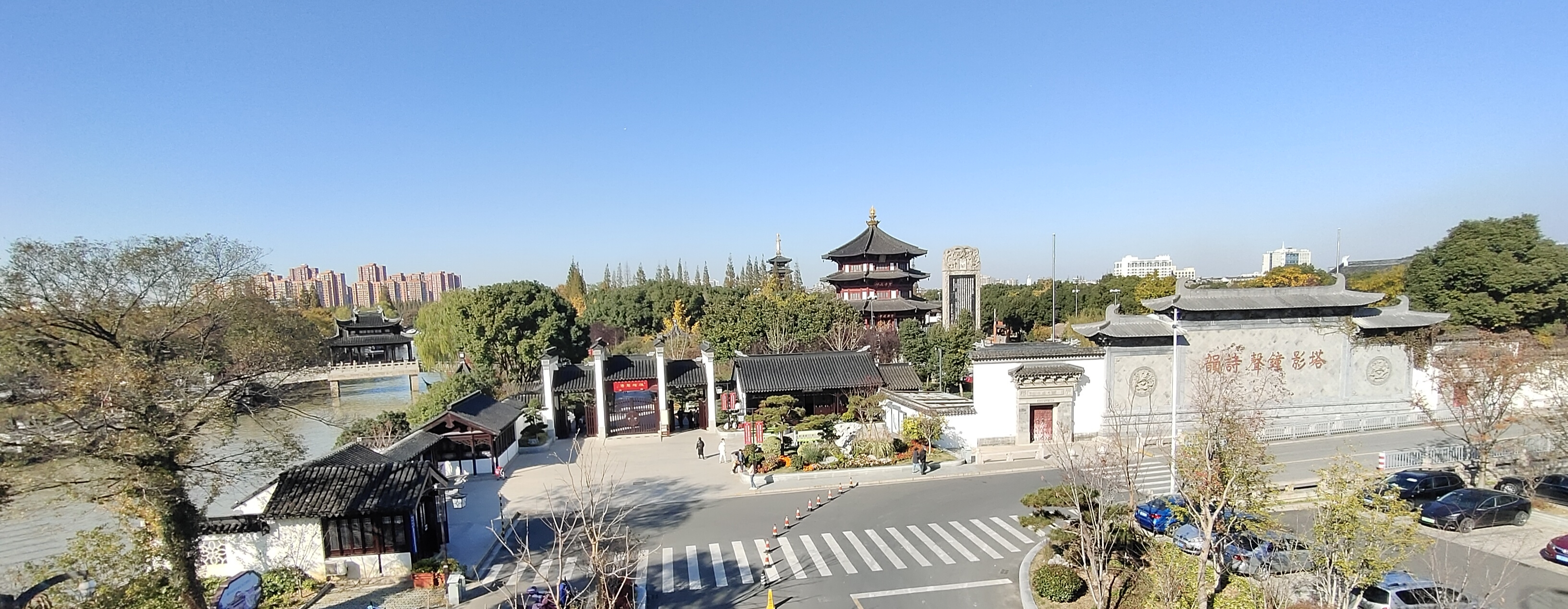
枫桥风景名胜区（东南门）

枫桥风景名胜区位于中国江苏省苏州市姑苏区枫桥路底（何山大桥东堍），京杭大运河河畔。主要游览内容为寒山古寺、江枫古桥、铁铃古关、枫桥古镇和古运河。该景区由为苏州市枫桥风景名胜区管理处管理，2019年12月起，免费开放。

## 备注
1. ↑  此景区与寒山寺关系不明，此景区官网显示自身包含寒山古寺，但截止2021年，进入寒山寺需要支付门票。有推测称寒山寺为苏州市枫桥风景名胜区管理处管理，只是单独运营，但此推测无可靠来源验证。